# Aaron Burr
Aaron Burr, Jr. (6 tháng 2 năm 1756 – 14 tháng 9 năm 1836) là một chính khách Mỹ. Ông là một người thành lập Dân chủ–Cộng hòa ở New York và ủng hộ Thống đốc George Clinton. Tuy ông được bầu vào chức vụ Phó Tổng thống thứ ba (dưới Thomas Jefferson), nhưng ông nổi tiếng nhất về cuộc đấu súng với Alexander Hamilton, kết quả là Hamilton bị bắn chết.

## Hôn nhân và gia đình
Burr gặp Theodosia Bartow Prevost (1746 - 1794) vào tháng 8 năm 1778, khi đó cô là vợ của Jacques Marcus Prevost, một sĩ quan người Anh. Ông thường xuyên tới lui thăm Theodosia tại nhà riêng của cô ở New Jersey. Tháng 12 năm 1782, Jacques Marcus chết vì sốt vàng tại Jamaica, Burr và Theodosia kết hôn ngay sau đó và chuyển đến Manhattan, New York.

Người con đầu lòng của họ, Theodosia Jr. sinh ngày 21 tháng 6 năm 1783 và cũng là đứa con duy nhất sống sót đến tuổi trưởng thành. 